# 第18普通科連隊
第18普通科連隊（だいじゅうはちふつうかれんたい、JGSDF 18th Infantry Regiment(Mechanized)）は、陸上自衛隊真駒内駐屯地（北海道札幌市南区）に駐屯する第11旅団隷下の普通科連隊（軽）である。

## 概要
連隊長は1等陸佐（三）が充てられ、連隊本部、本部管理中隊および3個普通科中隊により編成される。
1954年（昭和29年）8月に陸上自衛隊の18番目の普通科連隊として編成された。その後の部隊改編により、本連隊の普通科大隊を母体として第24普通科連隊、第29普通科連隊が、2011年（平成23年）4月には第52普通科連隊の一部が編成された。
2008年（平成20年）3月に第11師団の旅団化に伴い、普通科連隊（軽）へ改編された。
警備隊区は石狩振興局管内の札幌市、後志総合振興局管内の岩宇地域、羊蹄山麓である。

## 沿革
- 1954年（昭和29年）
  - 8月25日：第18普通科連隊本部および本部中隊が千歳駐屯地（現・北千歳駐屯地）において編成完結。
  - 8月29日：第1普通科連隊第3大隊が福島駐屯地から千歳駐屯地に移駐し、第18普通科連隊に編入。
  - 9月25日：第1大隊が真駒内駐屯地において編成完結。
  - 10月30日：第18普通科連隊が千歳駐屯地から真駒内駐屯地に移駐。
- 1955年（昭和30年）9月10日：第2大隊が真駒内駐屯地から倶知安駐屯地に移駐。
- 1956年（昭和31年）1月25日：第7混成団新編により、同団隷下に編入。第4大隊および特車中隊が編成完結。
- 1961年（昭和36年）2月28日：部隊移駐・改編。

1. 第4大隊を除き、第5管区隊隷下に異動[2]。
2. 第4大隊（真駒内駐屯地）を母体に第24普通科連隊が真駒内駐屯地において編成完結。第7混成団隷下に編入。

- 1962年（昭和37年）1月18日：第11師団編成に伴う改編。

1. 第18普通科連隊が連隊本部、本部管理中隊、4個普通科中隊および重迫撃砲中隊の編成に改編され、第11師団隷下に編入。
2. 第2大隊（倶知安駐屯地）を母体に第29普通科連隊が倶知安駐屯地において編成完結。第11師団隷下に編入。

- 1989年（平成元年）3月24日：第11師団改編により、自動車化連隊に改編。
- 1992年（平成 4年）：装甲車化連隊に改編。
- 2004年（平成16年）：全中隊に96式装輪装甲車を配備。
- 2008年（平成20年）3月26日：第11師団の旅団化に伴い、普通科連隊（軽）に改編。

1. 第4普通科中隊および重迫撃砲中隊が廃止。
2. 連隊本部、本部管理中隊、3個普通科中隊編成に改編。
3. 後方支援体制変換に伴い、整備部門を第11後方支援隊第2整備中隊第2普通科直接支援小隊へ移管。

- 2011年（平成23年）4月22日：本連隊を母体に北部方面混成団隷下に第52普通科連隊本部および第1普通科中隊を新編。

## 部隊編成
- 第18普通科連隊本部
- 本部管理中隊「18普-本」
  - 中隊本部
  - 連隊本部班：82式指揮通信車
  - 対戦車小隊：中距離多目的誘導弾
  - 重迫撃砲小隊：120mm迫撃砲 RT
  - 情報小隊：軽装甲機動車、偵察用オートバイ
  - 施設作業小隊：小型ドーザ、資材運搬車
  - 通信小隊
  - 補給小隊：3 1/2tトラック
  - 衛生小隊：1トン半救急車
  - 狙撃班
- 第1普通科中隊「18普-1」：高機動車、81mm迫撃砲 L16、01式軽対戦車誘導弾
- 第2普通科中隊「18普-2」：高機動車、81mm迫撃砲 L16、01式軽対戦車誘導弾
- 第3普通科中隊「18普-3」：軽装甲機動車、高機動車、81mm迫撃砲 L16、01式軽対戦車誘導弾

## 整備支援部隊
- 第11後方支援隊第2整備中隊第2普通科直接支援小隊「11後支-2整」（真駒内駐屯地）：2008年（平成20年）3月26日から

## 主要幹部
| 官職名           | 階級    | 氏名     | 補職発令日     | 前職                  |
| ---------------- | ------- | -------- | -------------- | --------------------- |
| 第18普通科連隊長 | 1等陸佐 | 大濱竜也 | 2025年08月01日 | 水陸機動団本部第3科長 |

| 代 | 氏名       | 在職期間                        | 前職                                      | 後職                                 |
| -- | ---------- | ------------------------------- | ----------------------------------------- | ------------------------------------ |
| 01 | 戸次俊雄   | 1954年08月25日 - 1956年03月15日 | 防衛大学校派遣勤務                        | 北部方面総監部第3部長                |
| 02 | 山田政次   | 1956年03月16日 - 1958年03月15日 | 陸上幕僚監部勤務                          | 陸上自衛隊富士学校普通科部 研究課長  |
| 03 | 村井利夫   | 1958年03月16日 - 1960年03月15日 | 普通科教導連隊副連隊長                    | 第7混成団本部幕僚長                  |
| 04 | 正宝治平   | 1960年03月16日 - 1961年07月31日 | 陸上自衛隊富士学校企画室勤務              | 北部方面総監部第3部長                |
| 05 | 高木成助   | 1961年08月01日 - 1964年03月15日 | 陸上幕僚監部監理部管理班長                | 陸上幕僚監部募集課長                 |
| 06 | 生亀元     | 1964年03月16日 - 1966年03月15日 | 北部方面総監部業務室長                    | 陸上幕僚監部幕僚庶務室庶務班長       |
| 07 | 藤原幸三郎 | 1966年03月16日 - 1968年07月15日 | 陸上自衛隊幹部学校学校教官                | 陸上幕僚監部第5部学校班長            |
| 08 | 梅野文則   | 1968年07月16日 - 1970年07月15日 | 第12師団司令部第2部長                     | 陸上幕僚監部第2部情報第2班長         |
| 09 | 宮田澄男   | 1970年07月16日 - 1972年07月16日 | 陸上幕僚監部第1部勤務                     | 陸上自衛隊幹部候補生学校学生隊長     |
| 10 | 栗原英三郎 | 1972年07月17日 - 1974年07月15日 | 陸上自衛隊幹部学校勤務                    | 統合幕僚会議事務局第3幕僚室勤務      |
| 11 | 白井明雄   | 1974年07月16日 - 1976年03月15日 | 第11師団司令部第3部長                     | 陸上幕僚監部第5部普通科班長          |
| 12 | 原豊       | 1976年03月16日 - 1978年03月15日 | 統合幕僚会議事務局第1幕僚室勤務           | 自衛隊福島地方連絡部長               |
| 13 | 田邊國三   | 1978年03月16日 - 1979年07月31日 | 統合幕僚会議事務局第4幕僚室勤務           | 中部方面総監部装備部長               |
| 14 | 佐々茂樹   | 1979年08月01日 - 1982年03月15日 | 北部方面総監部総務部総務課長              | 北部方面総監部付                     |
| 15 | 堀東一     | 1982年03月16日 - 1984年06月30日 | 陸上幕僚監部教育訓練部訓練課 教範教養班長 | 西部方面総監部人事部長               |
| 16 | 中嶋鋭一郎 | 1984年07月01日 - 1987年03月15日 | 陸上幕僚監部調査部調査第1課 保全班長      | 陸上自衛隊調査学校学校教官           |
| 17 | 大窪哲哉   | 1987年03月16日 - 1989年03月15日 | 陸上幕僚監部教育訓練部教育課 学校第1班長  | 第9師団司令部幕僚長                  |
| 18 | 畠山昌彦   | 1989年03月16日 - 1991年03月31日 | 東北方面総監部調査部調査課長              | 自衛隊愛媛地方連絡部長               |
| 19 | 長谷部裕   | 1991年04月01日 - 1994年03月31日 | 統合幕僚会議事務局第1幕僚室勤務           | 中部方面総監部監察官                 |
| 20 | 池田三千穗 | 1994年04月01日 - 1996年12月15日 | 陸上自衛隊富士学校総務部総務課長          | 北熊本駐屯地業務隊長                 |
| 21 | 川畑初夫   | 1996年12月16日 - 1998年07月31日 | 陸上自衛隊業務学校学校教官                | 陸上自衛隊業務学校人事教育部長       |
| 22 | 二宮五郎   | 1998年08月01日 - 2000年07月31日 | 陸上自衛隊幹部学校学校教官                | 陸上自衛隊業務学校人事教育部長       |
| 23 | 佐藤法夫   | 2000年08月01日 - 2002年12月01日 | 第7師団司令部第3部長                      | 防衛研究所主任研究官                 |
| 24 | 冨塚要介   | 2002年12月02日 - 2004年11月30日 | 陸上自衛隊少年工科学校生徒隊長            | 北部方面総監部監察官                 |
| 25 | 平賀遵     | 2004年12月01日 - 2006年08月03日 | 統合幕僚会議事務局第3幕僚室勤務           | 陸上自衛隊研究本部研究員             |
| 26 | 山出昇     | 2006年08月04日 - 2007年12月02日 | 東部方面情報保全隊                        | 陸上自衛隊関東補給処総務部長         |
| 27 | 澤井研次   | 2007年12月03日 - 2009年07月31日 | 第10師団司令部監察官                      | 北部方面総監部付                     |
| 28 | 田村浩仁   | 2009年08月01日 - 2010年11月30日 | 陸上自衛隊富士学校主任教官                | 統合幕僚学校教育課第1教官室 学校教官 |
| 29 | 福增与志朗 | 2010年12月01日 - 2012年07月31日 | 第10師団司令部監察官                      | 第3師団司令部監察官                  |
| 30 | 山崎繁     | 2012年08月01日 - 2014年07月31日 | 第12旅団司令部第3部長                     | 陸上自衛隊富士学校総務部 総務課長    |
| 31 | 今井俊典   | 2014年08月01日 - 2016年07月31日 | 第15旅団司令部第3部長                     | 北部方面後方支援隊 北部方面輸送隊長  |
| 32 | 石川貴茂   | 2016年08月01日 - 2018年03月22日 | 東北防衛局防衛補佐官                      | 退職                                 |
| 33 | 渡邊孝太郎 | 2018年03月23日 - 2020年03月15日 | 陸上自衛隊研究本部企画調整官              | 陸上自衛隊富士学校普通科部研究課長   |
| 34 | 松本哲治   | 2020年03月16日 - 2022年03月13日 | 陸上自衛隊会計監査隊 西部方面分遣隊長     | 第47普通科連隊長                     |
| 35 | 聖德猛     | 2022年03月14日 - 2023年11月30日 | 第9師団司令部第4部長                      | 陸上自衛隊冬季戦技教育隊長           |
| 36 | 上原直樹   | 2023年12月01日 - 2025年07月31日 | 陸上幕僚監部人事教育部厚生課 家族支援班長 | 北部方面総監部人事部募集課長         |
| 37 | 大濱竜也   | 2025年08月01日 -                | 水陸機動団本部第3科長                     |                                      |

## 主要装備
- 96式装輪装甲車
- 高機動車
- 軽装甲機動車
- 偵察用オートバイ
- 10式雪上車
- 1/2tトラック / 73式小型トラック
- 1 1/2tトラック / 73式中型トラック
- 3 1/2tトラック / 73式大型トラック
- 89式5.56mm小銃
- 5.56mm機関銃MINIMI
- 12.7mm重機関銃M2
- 9mm拳銃
- 対人狙撃銃
- 84mm無反動砲
- 01式軽対戦車誘導弾
- 81mm迫撃砲 L16
- 120mm迫撃砲 RT

過去の装備
- 64式7.62mm小銃
- 62式7.62mm機関銃
- 107mm迫撃砲
- 64式81mm迫撃砲

## 廃止（改編）部隊
- 2008年（平成20年）3月25日廃止
  - 第18普通科連隊本部管理中隊管理整備小隊「18普-本」（真駒内駐屯地）：整備部門を第11後方支援隊第2整備中隊第2普通科直接支援小隊へ移管。
  - 第18普通科連隊重迫撃砲中隊「18普-重」（真駒内駐屯地）：第18普通科連隊本部管理中隊重迫撃砲小隊に縮小改編。

## 警備隊区
- 札幌市
- 岩宇（岩内郡共和町、岩内郡岩内町、古宇郡泊村、古宇郡神恵内村）
- 羊蹄山麓（虻田郡倶知安町・虻田郡京極町、虻田郡喜茂別町、虻田郡真狩村、虻田郡留寿都村、虻田郡ニセコ町、磯谷郡蘭越町）

出典。羊蹄山麓7町村は北部方面対舟艇対戦車隊と共同の警備隊区となっている。